# Olaf Scheuring
Olaf Scheuring (Kiel, 23 de septiembre de 1953 - Viena, 26 de octubre de 2009) fue un autor, director y actor de nacionalidad alemana.

## Biografía
Nacido en Kiel, Alemania, Olaf Scheuring se graduó en la Fachoberschule de educación y economía social de Bremen, tras lo cual trabajó en varios grupos teatrales independientes. En 1976 empezó a estudiar artes dramáticas en la Universidad de las Artes de Berlín. Junto con su compañera sentimental, la actriz austriaca Elfriede Irrall, realizó el documental Ums Freiwerden hätte es ja gehen sollen, fundando ambos en 1982 el Theaterspielwerk, un teatro sin sede fija. En ese teatro Scheuring tuvo funciones de autor, dramaturgo, director y actor, trabajando también en el campo técnico. Una parte importante de su tiempo se dedicó al trabajo teatral con niños y adolescentes.
Scheuring fue director en el estreno europeo de Ulf oder der blaue Traum, obra escrita por el actor y dramaturgo argentino Juan Carlos Gené, al igual que dirigió las obras Lection y Abschiede (ambas de Friederike Mayröcker), Nur Kinder, Küche, Kirche (de Franca Rame y Dario Fo), y Yerma (de Federico García Lorca).
Junto a Elfriede Irrall escribió Und künde anderen von solchem Glück, obra que llevaba el subtítulo Vorausschauende Erinnerungen. Después de su muerte, Irrall publicó algunos poemas escritos por Scheuring, y que tituló unerhört das leben. El 22 de febrero de 2014 la emisora Österreichischer Rundfunk emitió un programa con poemas de su libro en la serie Nachtbilder – Poesie und Musik, que leyó el actor Michael Heltau.
Olaf Scheuring vivió en sus últimos años con Elfriede Irrall en Berlín, Viena y Lutzmannsburg. A causa de una lesión en una ceja, Scheuring contrajo una infección por hongos que desembocó en una septicemia, falleciendo a finales de octubre de 2009.

## Filmografía
- 1982 : Regentropfen
- 1990 : Tage der Angst
- 1997 : Die Schuld der Liebe

## Publicaciones
- 2012: unerhört das leben (Poemas, editado por Elfriede Irrall), Verlag Bibliothek der Provinz, Weitra, ISBN 978-3-9902804-6-1
- 2014 : Und künde anderen von solchem Glück (con Elfriede Irrall), Verlag Bibliothek der Provinz, Weitra, ISBN 978-3-99028-363-9